# Бивер Крик (Минесота)
Бивер Крик (енгл. Beaver Creek) град је у америчкој савезној држави Минесота.

## Демографија
По попису из 2010. године број становника је 297, што је 47 (18,8%) становника више него 2000. године.
| Група             | 2000.       | 2010.       |
| Белци             | 247 (98,8%) | 288 (97,0%) |
| Афроамериканци    | 0 (0,0%)    | 3 (1,0%)    |
| Азијати           | 0 (0,0%)    | 0 (0,0%)    |
| Хиспаноамериканци | 0 (0,0%)    | 4 (1,3%)    |
| Укупно            | 250         | 297         |